# 敦克爾克號戰列艦
敦克爾克號戰列艦（法語：Dunkerque）是法國敦克爾克級戰列艦的首艦，其姊妹艦為史特拉斯堡號，本艦於1932年12月24日在布雷斯特兵工廠放置龍骨，1935年10月2日時下水，至1937年5月1日正式在法國海軍服役。這兩艘艦是法國海軍在第一次世界大戰後首批建造完成的主力艦，代替在戰後因財務拮据而停工的諾曼第級戰列艦，以及因一次世界大戰爆發而停建的里昂級戰列艦。其艦名取自於法國城市敦克爾克，主砲採用8門330毫米/50倍徑1931年型主砲，並配置在2座四聯裝砲塔內，最高航速可達29.5節（54.6每小時；33.9英里每小時）。
剛服役不久的敦克爾克號，立刻代表法國出席英王喬治六世和伊麗莎白王后加冕儀式。第二次世界大戰期間，敦克爾克號與史特拉斯堡號共組法國海軍第一線總隊，戰爭初期時執行搜尋德國商船襲擊艦隊，以及商船護航任務。當法國投降後，英國皇家海軍發動凱比爾港海戰，導致敦克爾克號受到重創，戰後經過臨時維修才得以回到土倫。然而當德軍策畫在1942年11月搶奪法國艦艇時，敦克爾克號隨駐錨在土倫港的法國艦艇一同鑿沉，其殘骸隨後被軸心國人員接管並拆解。戰後，敦克爾克號剩餘的殘骸到1955年前一直保留在土倫，並且在1958年時才賣給拆船商報廢。

## 設計

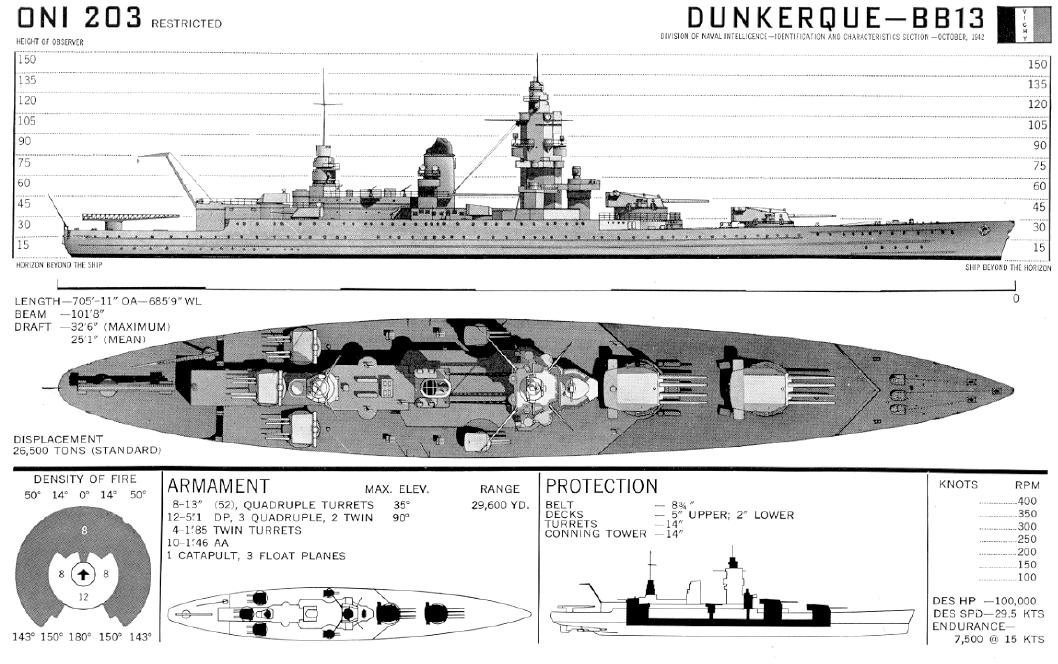
美國海軍情報局於1942年10月印製的敦克爾克級的識別圖。

1922年，各個海權強國簽訂華盛頓海軍條約，法國海軍的新造戰艦總噸位限制不可超出70,000長噸（71,000公噸），接下來10年裡，法國海軍思考著如何充分地利用這70,000長噸（71,000公噸）的限制。最初在1925年時，為了對抗義大利第一艘重巡洋艦特倫托號，法國設計人員提出建造4艘17,500長噸（17,800公噸）級艦艇，但結果顯示這樣的設計無法抵抗義大利戰艦。後來又提出建造2艘37,000長噸（38,000公噸）級的艦艇，但因建造費用過大，而且會直接超出條約限制，最後直接擱置。1929年，法國海軍部提出23,690長噸（24,070公噸）的防護巡洋艦設計，其主要武器預計採用 305（12.0英寸）口徑主砲，裝甲可抵抗203（8.0英寸）口徑火炮的攻擊，最高航速達29節（54每小時；33英里每小時）；此設計最後成為敦克爾克級的前身。
德國海軍在1929年建造的德國級裝甲艦很快地吸引法國工程師，隨後法國工程師提出23,333長噸（23,707公噸）級建造方案，在此種方案裡，法國將可在條約限制內建成2艘艦艇。該艦艇的主要武器將配備305（12.0英寸）口徑主砲，裝甲可抵抗德國巡洋艦的280（11英寸）口徑火炮攻擊，最高航速達30節（56每小時；35英里每小時），主砲塔全配置於前甲板，然而此設計在1931年7月被法國議會否決。退回後重新評估的設計案裡，排水量提升至26,500長噸（26,900公噸），主砲改為330毫米/50倍徑1931年型主砲，裝甲防護也有所改進，但最高航速則略微下滑。1932年初，法國議會正式通過設計案，同年10月26日正式下單，並命名為敦克爾克號。

### 整體特徵
敦克爾克號標準排水量26,500長噸（26,900公噸），滿載排水量為35,500公噸（34,900長噸），艦體全長214.5（703英尺9英寸），船寬31.08（102英尺0英寸），吃水深度為8.57（28英尺1英寸）。動力系統由4組帕森齒輪傳動汽輪機與6組英德萊特蒸氣鍋爐組成，可提供112,500匹軸馬力（83,900千瓦特），最高航速達29.5節（54.6每小時；33.9英里每小時），預計可搭載1,381或1,431名船員。艦上另有偵察用水上飛機，由艦尾的蒸氣彈射器與起重機進行起降。原本搭載的艦載機預計為戈爾多-雷瑟熱GL-832 HY式水上飛機，後來改換成羅爾130式水上飛機。
主要武器上，敦克爾克號使用8門330毫米/50倍徑1931年型主砲，並配置在2座四聯裝砲塔內，2座主砲塔以超射方式配置在前甲板上。次要武器上則使用16門高平兩用130（5.1英寸）/45倍徑炮，並配置在3座四聯裝與2座雙聯裝砲塔內；3座四聯裝砲塔配置在後甲板，2座二聯裝砲塔則配置在船舯部位。近距離防空部分，艦上搭載8門37（1.5英寸）口徑防空炮配置在4座雙聯裝砲塔內，另有32挺13.2（0.52英寸）口徑防空機槍配置在8座四聯裝砲塔內。
在裝甲防護方面，敦克爾克號的裝甲帶厚度為225（8.9英寸）；主砲塔正面以330（13英寸）的裝甲保護；主裝甲甲板厚 115（4.5英寸）；司令塔側面則以270（11英寸）的裝甲保護。

### 改裝
儘管敦克爾克號的役期很短，但本艦經歷過多次改裝。為了在艦上加裝煙囪罩，4門37（1.5英寸）口徑1925年型防空炮在1937年時被移除。隔年，新的1933年型防空炮用來代替原本被拆除的4門。1939年8月改裝後，艦上加裝1座37（1.5英寸）口徑雙聯裝防空炮塔，使艦上的37（1.5英寸）口徑防空炮達到10門之多。 原本與第2座主砲塔並排配置的2挺13.2（0.52英寸）口徑防空機槍，在改裝時些微向後移動；前船樓另在1940年時安裝上一組14（46英尺）長的測距儀。

## 服役歷程

### 法國第三共和時期
1932年12月24日，敦克爾克號在布雷斯特兵工廠正式放置龍骨，但因為建造用的船塢只有200（660英尺）長，除17（56英尺）的船艏部位，船體其餘部分皆先完成。當敦克爾克號在1935年10月2日時正式下水後，立刻轉移至乾塢，準備裝上船艏部分。儘管艦上的船艛建築還未完工，但本艦的海試在1936年4月18日時便開始，所有的測試直到1937年4月底才結束。敦克爾克號最後於1937年5月開始服役，並立刻參與英國海上閱兵，同時代表法國出席英王喬治六世和伊麗莎白王后加冕儀式。1937年5月27日，法國地中海艦隊與大西洋艦隊正聚集在伊爾德桑準備聯合軍演，而敦克爾克號也前往該處參與另一場閱兵儀式；在那裡，敦克爾克號的人員招待新上任法國海軍總司令的弗朗索瓦·達爾朗。

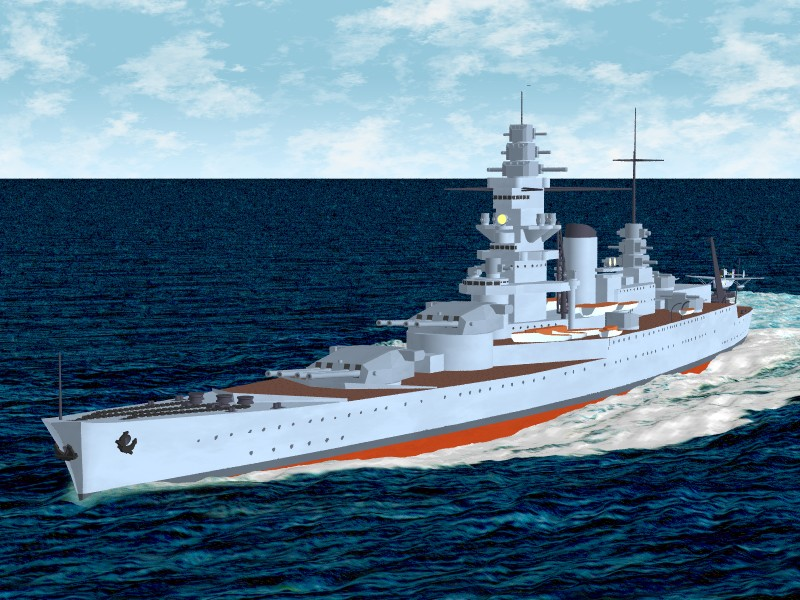
航行中的敦克爾克號CG圖。

1938年1月20日起，敦克爾克號出發前往位在大西洋沿岸的法國殖民地；途經港口包括法屬安地列斯群島法蘭西堡及法屬西非首府達喀爾，至3月6日時才返回，隨後到9月1日才改編至大西洋分遣艦隊。在大西洋分遣艦隊期間，敦克爾克號擔任艦隊旗艦，由海軍中將馬塞爾-布魯諾·讓蘇爾指揮。11月29日起，敦克爾克號在布雷斯特乾塢進行定期維護，所有工程直到1939年2月27日才結束。結束維護後，敦克爾克號被改編至襲擊部隊，該艦隊是為了因應納粹德國在蘇台德區問題上強硬手段而建立的。同年3月，敦克爾克號的姊妹艦史特拉斯堡號也加入襲擊部隊；2艘敦克爾克級戰列艦一同組成第一線總隊（1st Division of the Line），兩艦隨後分配到總隊條紋迷彩，並分別塗佈在各艦煙囪上。此時，配置在襲擊部隊下的艦艇有2艘敦克爾克級戰列艦、3艘輕巡洋艦，以及8艘大型驅逐艦，其駐紮在布雷斯特。1938年初，由於原在西班牙沿岸執行巡邏任務的德國德國級在蘇台德區危機時突然離開原巡邏海域，因而襲擊部隊奉命在4月14日至16日間護送貞德號返回法國本土。蘇台德區危機最終於1938年9月的慕尼黑協定得到解決，使歐洲的緊張局勢暫時減緩。
1939年5月3日至4日期間，第一線總隊抵達葡萄牙里斯本進行官方訪問，以及參與當地慶祝佩德羅·阿爾瓦雷斯·卡布拉爾發現巴西紀念日的活動。結束葡萄牙官方訪問後，襲擊部隊自5月23日起向英國各大港口進行訪問，包括利物浦、奧本、斯塔法島、母羊灣、斯卡帕灣、羅塞斯，至6月21日才返回布雷斯特。

#### 二戰初期

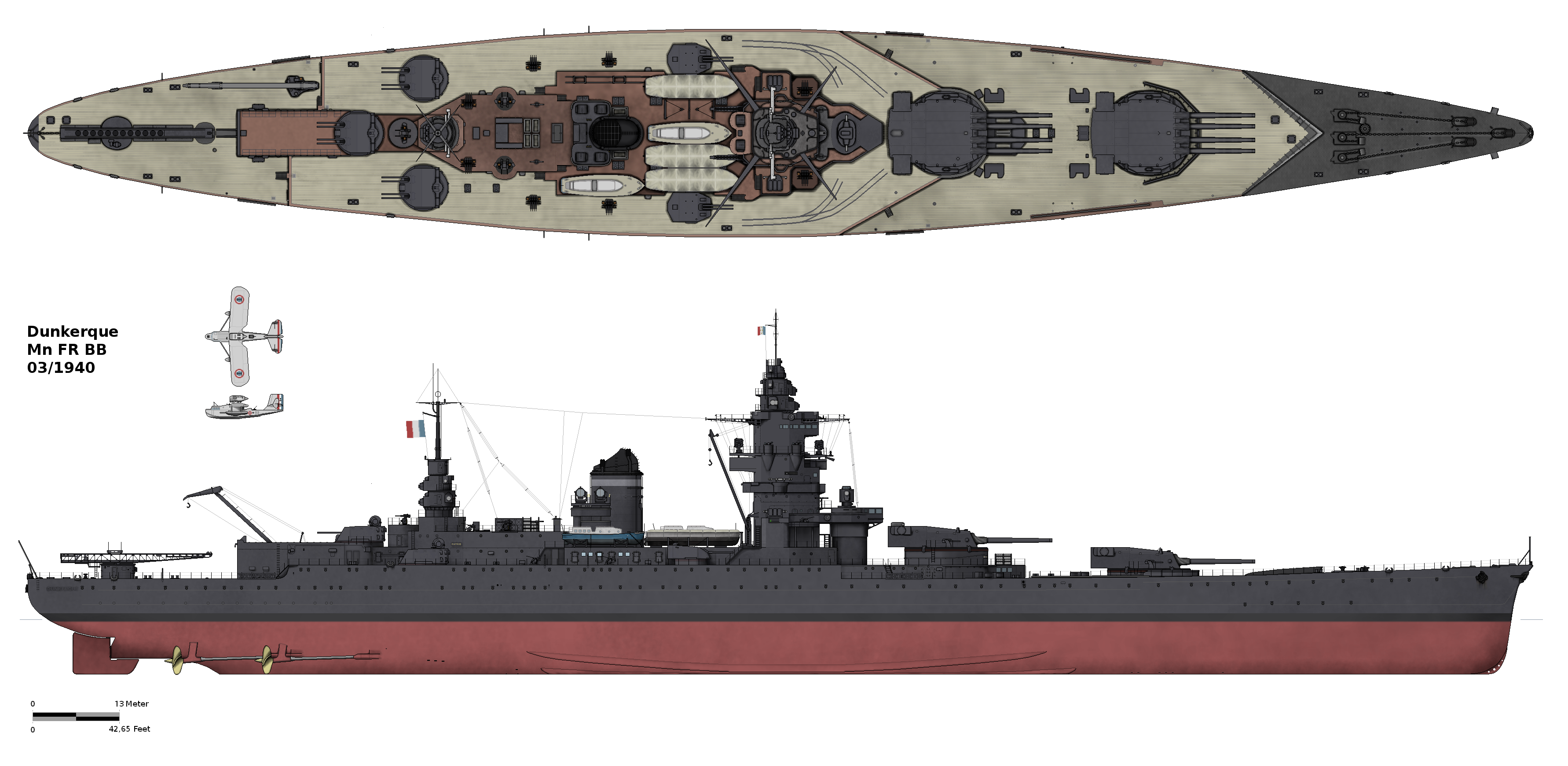
1940年時的敦克爾克號彩繪描圖。

當納粹德國於1939年9月2日開始入侵波蘭後，法國海軍收到德國級出沒在大西洋的消息，決定派遣駐紮在布雷斯特的襲擊部隊前去阻擊，但在經過4天的巡航後，艦隊無功而返。同年10月，敦克爾克號、貝亞恩號，以及3艘巡洋艦一同改編至L艦隊，其首要執行任務是獵殺德國施佩伯爵海軍上將號。
1939年11月23日，英國拉瓦爾品第號武裝商船在法羅群島以北海域巡邏時遭德國沙恩霍斯特號與格奈森瑙號擊沉，讓蘇爾收到消息後於25日下令集結敦克爾克號、法國第4巡洋艦總隊、英國胡德號等艦共組一隊前去攔截兩艘德國戰艦，最後無功而返。儘管德國海軍一直試圖突破大西洋封鎖，但敦克爾克號在一次北大西洋巡航時遭遇大型風暴，船艏部分受到損壞，自12月3日起必須停靠修理，導致本艦有一段時間無法在大西洋執行任務。12月11日，維修完工的敦克爾克號偕同光榮號、可怖號等法國艦艇，將法蘭西銀行內一部分的黃金儲備運往加拿大，艦隊於12月17日抵達，並在返航途中護送一運輸艦隊。在1940年1月4日返回布雷斯特後，敦克爾克號開始進行定期維護，工作時間持續至2月6日為止。接著，本艦在3月份時進行海試與演習。
面對義大利在1940年春季越來越敵對的態度，法國海軍在4月2日準備將襲擊部隊部屬至地中海。然而僅過幾天，德軍開始侵略挪威，襲擊部隊被迅速召回布雷斯特，以因應德軍的攻勢，最後到4月24日時才準備前往凱比爾港進行交接任務，並在4月27日時抵達凱比爾港。法國海軍部後來收到軸心國艦艇於5月9日至10期間出沒的報告，決定派遣敦克爾克號與史特拉斯堡號進行突襲，兩艦在6月12日時抵達報告提供的海域，然而發現該報告是誤傳；6月10日，義大利突然於對英法宣戰，法國海軍部決定將2艘敦克爾克級留在地中海海域因應情勢。不過到了6月22日時，法國在陸上戰役傳來噩耗，最後向納粹德國投降，法國海軍被迫休戰；談判期間，法國海軍提議將敦克爾克號與其他戰艦停靠土倫港後解除武裝。

### 凱比爾港海戰
敦克爾克號唯一與敵人真正交戰是在凱比爾港海戰，然而敵人卻是前盟友英國皇家海軍。英國政府為避免法國船艦被軸心國徵收，決定派遣H艦隊到凱比爾港勸降法國海軍，該艦隊由詹姆士·薩默維爾海軍中將領導，包含胡德號、決心號、勇士號等戰列艦。7月3日，H艦隊抵達凱比爾港，並向法國海軍下最後通牒；若拒絕，英國海軍會直接將其擊沉。法國海軍認為此舉違反德法停戰協議，因而拒絕接受英方要求。為確保艦艇不會落入軸心國手中，英國皇家海軍遂開始攻擊法國艦艇。敦克爾克號此時正以纜繩綁在防坡堤上，面向港口外的剛好是船尾那側，因而無法立刻開火反擊。船員們隨後盡快將纜繩鬆開，使敦克爾克號可以起錨航行，但正在運轉時遭到胡德號砲口鎖定，隨後被4發15英寸（380）砲彈擊中；第1發擊中位於超射位置的主砲塔頂部，造成砲塔右半部的人員全數陣亡，但因砲塔內設有艙壁分隔左右兩部分，使左半部得以保全；第2發命中艦載機設施；由於在裝甲設計時並未將抵抗15英寸（380）砲彈納入考量，導致最後兩發直接穿過225（8.9英寸）厚的裝甲帶區域。第3發砲彈穿過右舷130（5.1英寸）口徑砲塔的操控室，直接貫穿到渦輪機房為止；第4發砲彈直接穿過艦舯裝甲帶，擊中編號BR 2的鍋爐室，造成嚴重損壞。此次損害造成船員們只能將艦艇擱淺在停泊處的另一邊岸上，部分船員隨後被送上岸。儘管敦克爾克號遭到胡德號重創，但仍在戰鬥中奮力向英國皇家海軍反擊，在一次的齊射中，因跨射對胡德號造成輕微損傷，而砲彈碎片同時使艦上2名英國船員傷亡。
不到20分鐘的時間，英國艦艇就停止第1波射擊，但這也避免了法軍傷害繼續擴大。隨後，海軍上將埃斯特瓦（Esteva）向法國海軍部報告提及敦克爾克號受損程度為中度等級，同時向阿爾及利亞新聞社發送公報，宣稱敦克爾克號能迅速恢復運轉，且能夠自行返回土倫港。當英國海軍部收到這份消息後，立即下令薩默維爾返回凱比爾港並完全癱瘓敦克爾克號。由於敦克爾克號擱淺的後方有一聚落，薩默維爾為了避免波及平民，決定派遣魚雷轟炸機進行攻擊。針對敦克爾克號的第2波攻擊在7月5日開始執行，其中1發魚雷擊中停靠在敦克爾克號旁的紐芬蘭號小型巡邏艇（Terre-Neuve），這艘巡邏艇剛好載有14顆深水炸彈，相當於1,400公斤的TNT炸藥，被擊中後迅速引發一場大爆炸並波及一旁的敦克爾克號，導致敦克爾克號的艦身炸出一個大洞，造成40名船員陣亡，同時讓海水大量湧入本艦艦身。另1發魚雷直接擊中船體，並在2隔間之間炸出一個洞。不過在發現魚雷轟炸機時，艦長塞金（Seguin）為了避免殉爆早已下令將海水灌入330（13英寸）直徑砲彈的彈藥庫，但這同時導致敦克爾克號幾乎損失作戰能力。總結在7月4日至6日的2波攻擊中，敦克爾克號艦上共陣亡210人。
法國海軍對敦克爾克號的臨時維修在攻擊後立即展開，但由於港口的乾塢空間有限，針對船體的部分直到9月11日才能開始進行。擱淺的敦克爾克號到9月27日才再次浮至海面，其推進系統勉強恢復到能夠運轉的狀態。不過在維修期間，艦上於12月5日發生一場大火，到了1942年1月25日時又發生另一起火災，導致維修進度落後。最後，臨時維修工作到2月19日才結束，在數艘船的護衛下本艦才得以駛離凱比爾港，準備回到土倫進行大修。當敦克爾克號回到土倫後，立刻被安排至大型乾塢進行大修。

第1發命中主砲塔的彈道圖。
第3發命中渦輪機房的彈道圖。
第4發命中鍋爐室的彈道圖。

### 土倫自沉
回到土倫的敦克爾克號，因材料和勞動力短缺，導致修理工作進展緩慢。當同盟國成功登陸北非後，德意志國防軍迅速占領自由區作為報復，並開始策畫搶奪停靠在土倫的維琪法國艦隊，此次行動在11月27日開始執行。為了避免德軍計畫得逞，法國海軍決定將所有艦艇鑿沉。儘管敦克爾克號還在乾塢進行維修，而且敦克爾克號的艦長艾米爾（Amiel）以沒有書面命令為由拒絕鑿沉艦體，但最後被拉加利索尼埃號上的指揮官說服而下令鑿沉。 破壞船體的炸藥隨後放置在船內，引爆後的大火迅速吞沒船身。
義大利人員後來接管敦克爾克號殘骸，但他們發現本艦已經被破壞殆盡，所以決定開始拆除剩下能用的部分。為了避免法國人再次修復本艦，義大利人員在拆除過程中故意破壞主砲，使其無法使用。當義大利於1943年9月向盟國投降後，德國接管剩餘的殘骸。1944年，德國人把敦克爾克號的船艏移除，將艦身浮起後移出乾塢，隨後繼續拆解作業。在同盟國方面，盟軍在軸心國接管敦克爾克號殘骸時曾多次用空中轟炸破壞船體。二戰後，本艦的殘骸一直留在土倫而無排定任何處置方案，直到1955年9月15日時法國軍方才正式宣布敦克爾克號完全報廢，並更名為Q56。1958年9月30日，僅剩的15,000公噸（15,000長噸；17,000短噸）殘骸，以226,117,000法郎出售給拆船商。